# Smyrniopsis
- Commons
- Wikispecies

Smyrniopsis é um género botânico pertencente à família Apiaceae.